# Верхне-Лихоборский сельсовет
Верхне-Лихоборский сельсовет — упразднённая административно-территориальная единица, существовавшая на территории Московской области в 1929—1960 годах.
Верхне-Лихоборский сельсовет был образован в 1929 году в составе Коммунистического района Московского округа Московской области путём объединения Бескудниковского (селение Бескудниково), Дегунинского (селение Дегунино) и Лихоборского (селение Верхние Лихоборы) с/с бывшей Коммунистической волости.
27 февраля 1935 года Верхне-Лихоборский с/с был передан в Мытищинский район.
4 января 1939 года Верхне-Лихоборский с/с был передан в новый Краснополянский район.
22 июня 1954 года из Виноградовского с/с в Верхне-Лихоборский были переданы селения Коровино, Фуниково и Карабановский.
3 июня 1959 года Краснополянский район был упразднён и Верхне-Лихоборский с/с был передан в Химкинский район.
26 декабря 1959 года из Верхне-Лихоборского с/с в черту рабочего посёлка Краснооктябрьский был передан посёлок ТЭЦ № 21.
28 июля 1960 года Верхне-Лихоборский с/с был упразднён. При этом его территория была передана в черту города Москвы.